# Chamaecostus subsessilis
Chamaecostus subsessilis là một loài thực vật có hoa trong họ Costaceae. Loài này được (Nees & Mart.) C.Specht & D.W.Stev. mô tả khoa học đầu tiên năm 2006.